# Gare d’Aurillac
Gare d’Aurillac – stacja kolejowa w Aurillac, w departamencie Cantal, w regionie Owernia-Rodan-Alpy, we Francji.
Jest stacją Société nationale des chemins de fer français (SNCF), obsługiwaną przez pociągi TER Auvergne.